# Поузи (окръг, Индиана)
Окръг Поузи (на английски: Posey County) е окръг в щата Индиана, Съединени американски щати. Площта му е 1085 km², а населението е 25 222 души (1 април 2020). Административен център е град Маунт Върнън.